# 格涅茲諾縣

52°32′N 17°36′E / 52.533°N 17.600°E
格涅茲諾縣（波蘭語：Powiat gnieźnieński），是波蘭的縣份，位於該國中西部，由大波蘭省負責管轄，首府設於格涅兹诺，面積1,254平方公里，2006年人口140,333，人口密度每平方公里110人。